# Список найпопулярніших трейлерів
Це список найбільш популярних у мережі трейлерів та тизерів, який містить топ-20 фільмів, які отримали найбільшу кількість переглядів протягом 24 годин після релізу по всьому світу. 
Кількість переглядів трейлера рахуються з різних онлайн-платформ, таких як Facebook, Twitter і YouTube.

## Топ трейлерів
| Rank | Назва відео                                             | Перегляди (мільйони)* | Дата публікації   | Джерела |
| ---- | ------------------------------------------------------- | --------------------- | ----------------- | ------- |
| 1.   | Месники: Війна несінченності 2 – Офіційний трейлер      | 289.0                 | 7 грудня 2018     | [ 1 ]   |
| 2.   | Месники: Війна несінченності – Офіційний трейлер        | 230.0                 | 29 листопада 2017 | [ 2 ]   |
| 3.   | Король Лев – Офіційний тизер-трейлер                    | 224.6                 | 22 листопада 2018 | [ 3 ]   |
| 4.   | Воно – Офіційний тизер-трейлер                          | 197.0                 | 29 березня 2017   | [ 4 ]   |
| 5.   | Месники: Війна несінченності – Другий офіційний трейлер | 179.0                 | 16 березня 2018   | [ 5 ]   |
| 6.   | Форсаж 8 – Офіційний трейлер                            | 139.0                 | 11 грудня 2016    | [ 4 ]   |
| 7.   | Тор: Раґнарок – Офіційний тизер-трейлер                 | 136.0                 | 10 квітня 2017    | [ 6 ]   |
| 8.   | Красуня та Чудовисько – Офіційний трейлер               | 127.6                 | 14 листопада 2016 | [ 7 ]   |
| 9.   | Зоряні війни: Останні джедаї – Офіційний трейлер        | 120.1                 | 9 жовтня 2017     | [ 8 ]   |
| 10.  | П'ятдесят відтінків темряви – Офіційний трейлер         | 114.0                 | 13 вересня 2016   | [ 9 ]   |
| 11.  | Суперсімейка 2 – Офіційний тизер-трейлер                | 113.0                 | 18 листопада 2017 | [ 10 ]  |
| 12.  | Зоряні війни: Пробудження Сили – Офіційний трейлер      | 112.0                 | 19 жовтня 2015    | [ 11 ]  |
| 12.  | Капітан Марвел – Офіційний тизер-трейлер                | 109.0                 | 18 вересня 2018   | [ 12 ]  |
| 14.  | Покемон. Детектив Пікачу – Перший офіційний трейлер     | 100.0                 | 12 листопада 2018 | [ 13 ]  |
| 15.  | Перший месник: Протистояння – Другий офіційний трейлер  | 94.7                  | 10 березня 2016   | [ 14 ]  |
| 16.  | Трансформери: Останній лицар – Офіційний тизер          | 93.6                  | 5 грудня 2016     | [ 15 ]  |
| 17.  | Красуня і чудовисько – Офіційний тизер                  | 91.4                  | 23 травня 2016    | [ 16 ]  |
| 18.  | Чорна Пантера – Офіційний тизер                         | 89.0                  | 9 червень 2017    | [ 17 ]  |
| 19.  | Зоряні війни: Пробудження Сили – Другий офіційний тизер | 88.0                  | 16 квітня 2015    | [ 11 ]  |
| 20.  | Вартові галактики 2 – Офіційний тизер                   | 81.0                  | 3 грудня 2016     | [ 18 ]  |

*Кількість переглядів за перші 24 години після релізу відео.